# Separazione della terra dalle acque

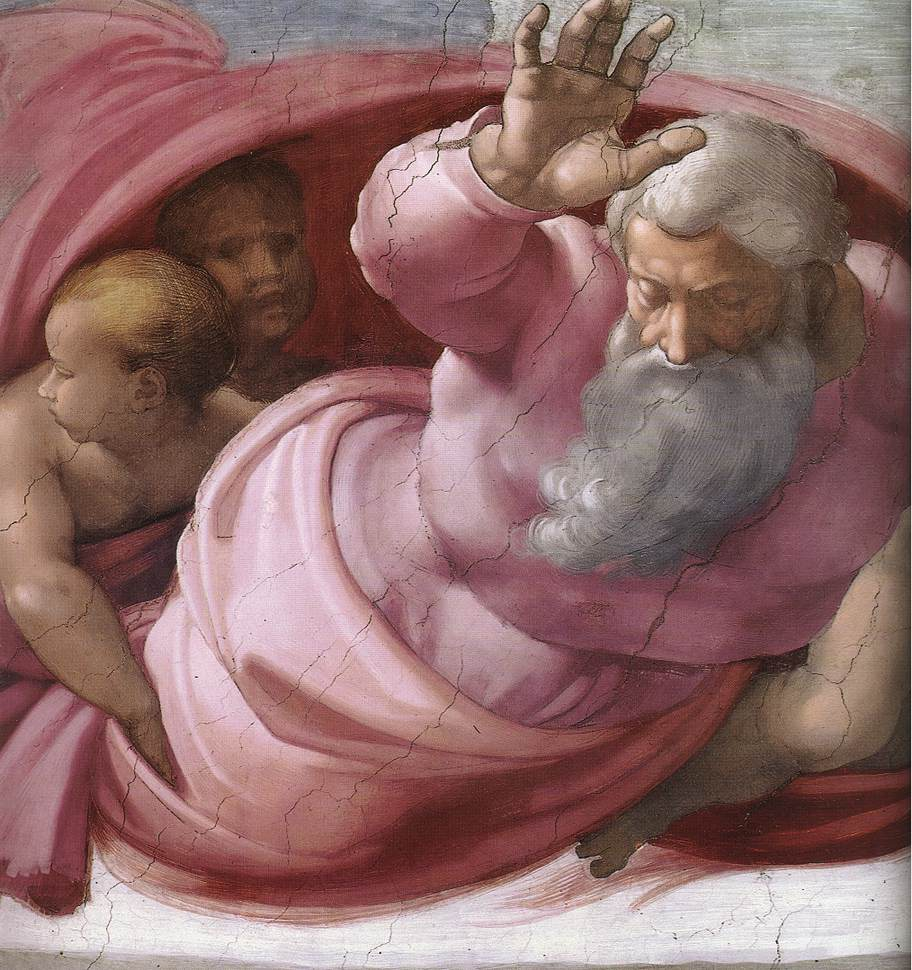
Dettaglio

La Separazione della terra dalle acque è un affresco (155x270 cm) di Michelangelo Buonarroti, databile al 1511-1512 circa e facente parte della decorazione della volta della Cappella Sistina, nei Musei Vaticani a Roma, commissionata da Giulio II.

## Storia
- Nel dipingere la volta, Michelangelo procedette dalle campate vicino alla porta d'ingresso, quella usata durante i solenni ingressi in cappella del pontefice e del suo seguito, fino alla campata sopra l'altare.
- Gli affreschi vennero eseguiti in due metà, divise all'altezza della transenna nella sua posizione originale, più o meno sopra la Creazione di Eva. Ciò fu necessario poiché il ponteggio copriva solo metà della cappella e dovette essere smontato e rimontato dall'altra parte tra una fase e l'altra. La Separazione della terra dalle acque  fa quindi parte del secondo blocco, dipinto dall'ottobre 1511 all'ottobre 1512.

Le figure vennero trasferite dal cartone tramite incisione diretta, per ottenere una certa rapidità esecutiva che si riscontra anche nelle vicine lunette. 

## Descrizione e stile
La scena fa parte del gruppo di tre scene legate alla Creazione del mondo, con la Separazione della luce dalle tenebre e la Creazione degli astri e delle piante. L'ordine sequenziale del testo biblico vedrebbe la Separazione della terra dalle acque come seconda storia, ambientata nella seconda giornata, ma venne riservato alla Creazione degli astri e delle piante (terzo e quarto giorno della creazione) un riquadro maggiore, rompendo quindi la successione "storica".
In queste tre scene domina la rappresentazione l'Eterno in volo sopra spazi sconfinati, avvolto dall'ampio mantello rosato. La concezione unitaria delle tre scene ha fatto pensare a un'allusione alla Trinità, ma è più probabile che vi si possa leggere un'allegoria derivata dai testi di sant'Agostino legata rispettivamente all'opera svolta dalla Chiesa nel mondo (acque e terra), alla seconda venuta di Cristo (astri e piante) e al Giudizio finale (tenebre e luce). 
Nella Separazione della terra dalle acque, Dio fluttua sulla distesa grigio-azzurra delle acque, accompagnato dalla tipica corte angelica dietro il suo mantello aperto a nimbo, che ricorda le mandorle dell'arte medievale e quattrocentesca. Il cielo alle sue spalle è chiarissimo e limpido.
La figura di Dio Padre è slanciata verso lo spettatore con un forte scorcio e sembra provenire dinamicamente da sinistra, con il gesto eloquente ed imperioso delle braccia distese e spalancate, mentre lo sguardo è concentrato sull'oggetto della sua Creazione. L'effetto illusionistico venne descritto da Vasari: «si vede in quella volta una figura che scorta, e dove tu camini per la cappella, continuo gira, e si voltan per ogni verso».
La gamma cromatica è ridotta, come tipico nelle figure della seconda fase della volta, con le sfumature del viola e le tonalità fredde (bianchi, azzurri, grigi) delle acque, del cielo e della barba e la capigliatura dell'Eterno. Il viola era il colore dei paramenti sacerdotali durante la Quaresima e l'Avvento, due tra le solennità più importanti celebrate dalla corte papale nella cappella. Per contrasto stacca la capigliatura bionda di due putti. Anche la composizione appare semplificata, con l'unica grande figura divina, che acquisisce così una monumentalità grandiosa. Anche la pennellata, almeno nelle Storie che sono più lontane dello spettatore, diventa più essenziale e scabra, con una lavorazione a tratti intrecciati, simile all'effetto che, in scultura, si ottiene con lo scalpello dentato. Ciò aumenta l'effetto visionario delle storie, soprattutto per contrasto con le figure dei Veggenti e degli Ignudi, pittoricamente più dense e levigate.

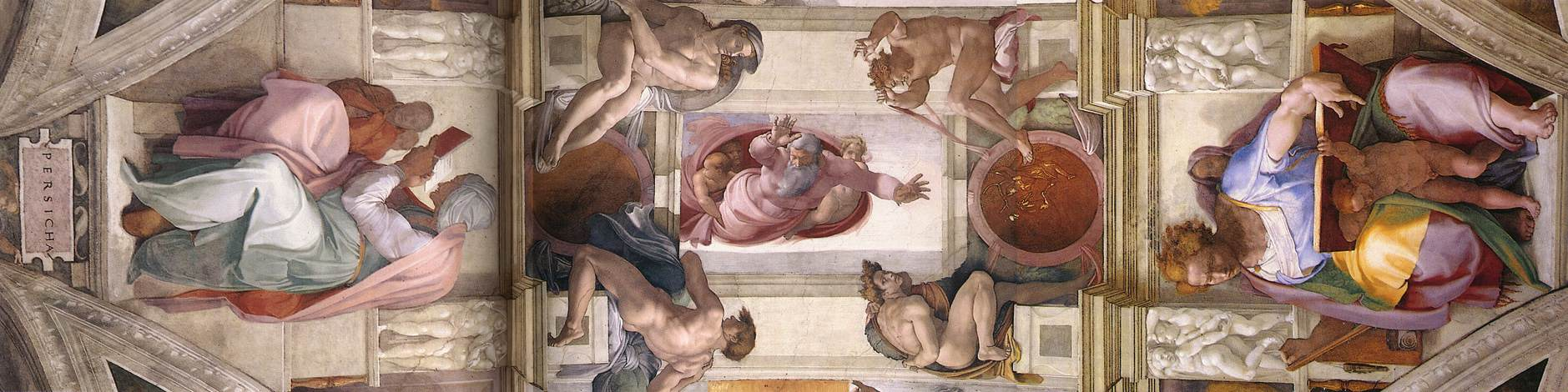
La settima campata
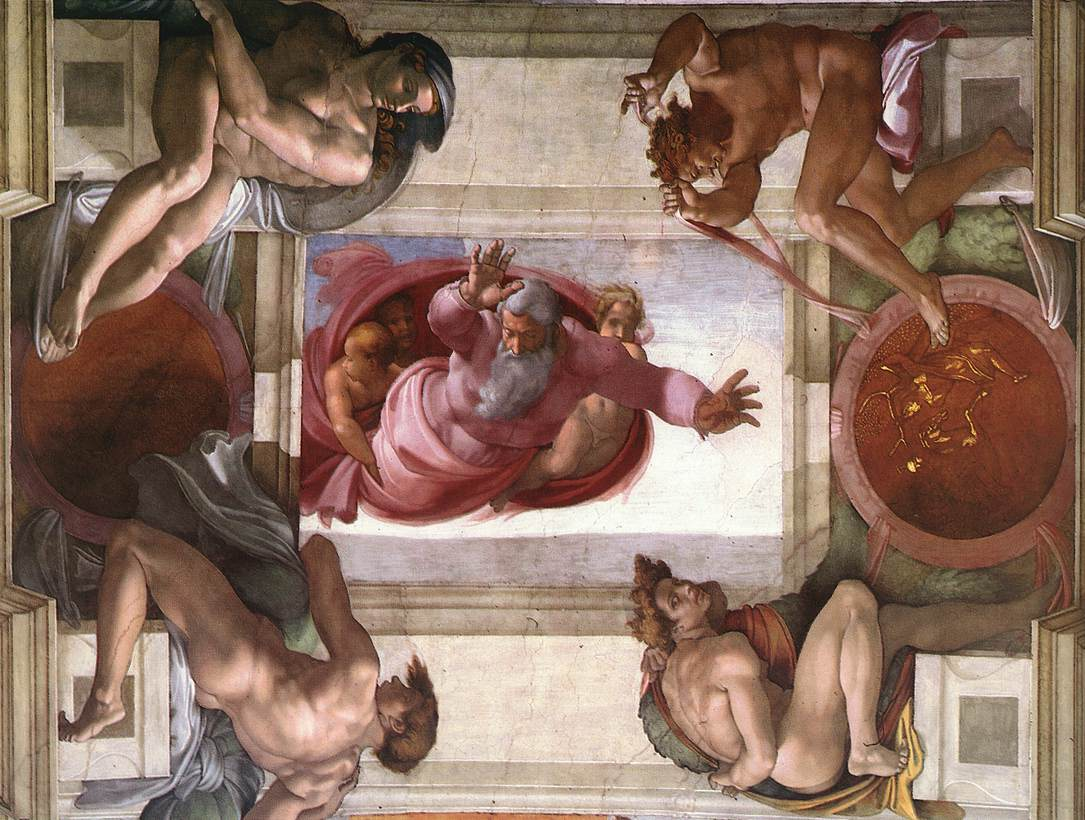
La scena con gli ignudi

### Ignudi e medaglioni

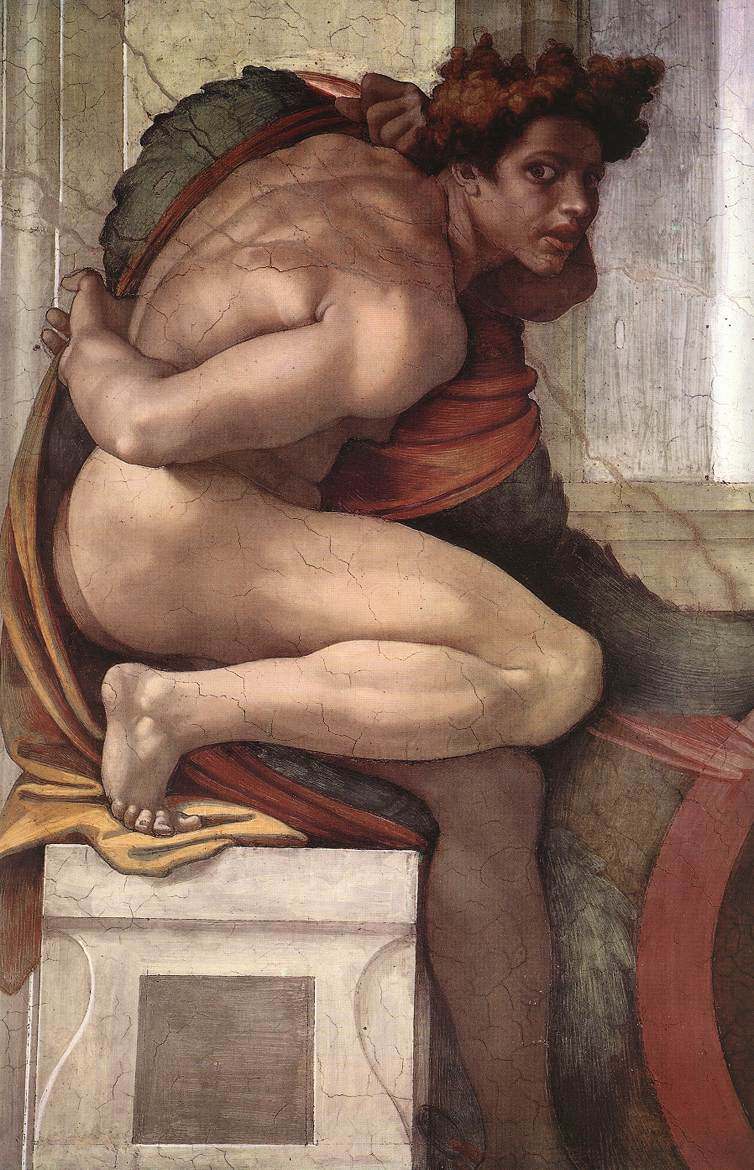
Uno degli Ignudi della settima campata

Anche le coppie degli Ignudi attorno al riquadro principale vennero affrescate con un procedimento diverso, prima, invece che dopo, la pittura della scena principale. Ciò viene di solito messo in relazione col licenziamento degli assistenti e la necessità di usare una diversa organizzazione lavorativa. 
Nelle ultime campate, procedendo verso l'altare (seguendo quindi l'ordine in cui Michelangelo dipinse le scene), gli Ignudi tendono a invadere sempre più marcatamente i riquadri confinanti, sia minori che maggiori e inoltre viene sempre meno la ritmica organizzazione per simmetrie e contrapposti, in favore di posizioni sempre più sciolte e complesse, sfocianti, come in questo caso, in un agitato dinamismo. Rispetto alle prime campate essi sono inoltre di dimensioni leggermente crescenti e con un maggiore risalto plastico e dinamico, al pari delle corrispondenti figure dei Veggenti. Ciò è dovuto a un'ottimizzazione prospettica per una veduta privilegiata dall'asse centrale della cappella guardando verso l'altare, la stessa che si aveva durante le solenni processioni papali, che vi avevano luogo a partire dall'ingresso cerimoniale, sulla parete est.
Quelli sopra la Sibilla Persica si curvano all'indietro, uno col busto ruotato in favore dello spettatore, l'altro di spalle. Di quello destro, dal capo coperto da un velo e l'espressione malinconica, esiste un disegno preparatorio a sanguigna nel Museo Teylers di Haarlem. L'altra coppia è più movimentata: uno fa per alzarsi dal plinto spingendo con un piede della gamba piegata, con un'espressione diretta allo spettatore carico di apprensione; l'altro sembra vacillare mentre tiene il nastro del medaglione bronzeo, con una posa frenetica di braccia e gambe che ha ricordato le sculture ellenistiche di fauni danzanti. 
Dei due medaglioni sorretti dagli Ignudi, uno non è istoriato, l'altro mostra la Morte di Assalonne.

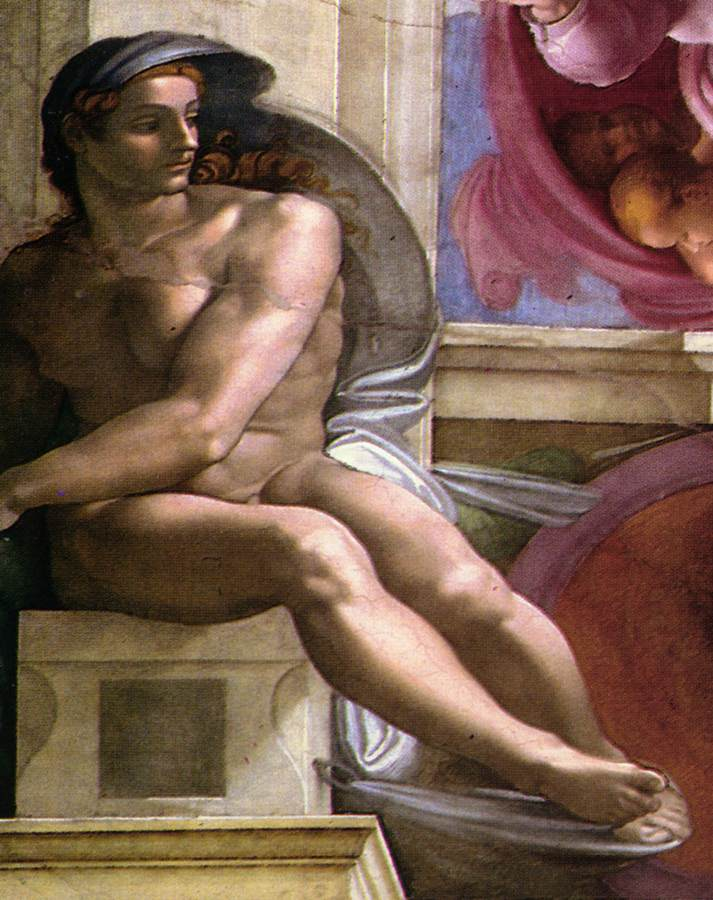
Dettaglio
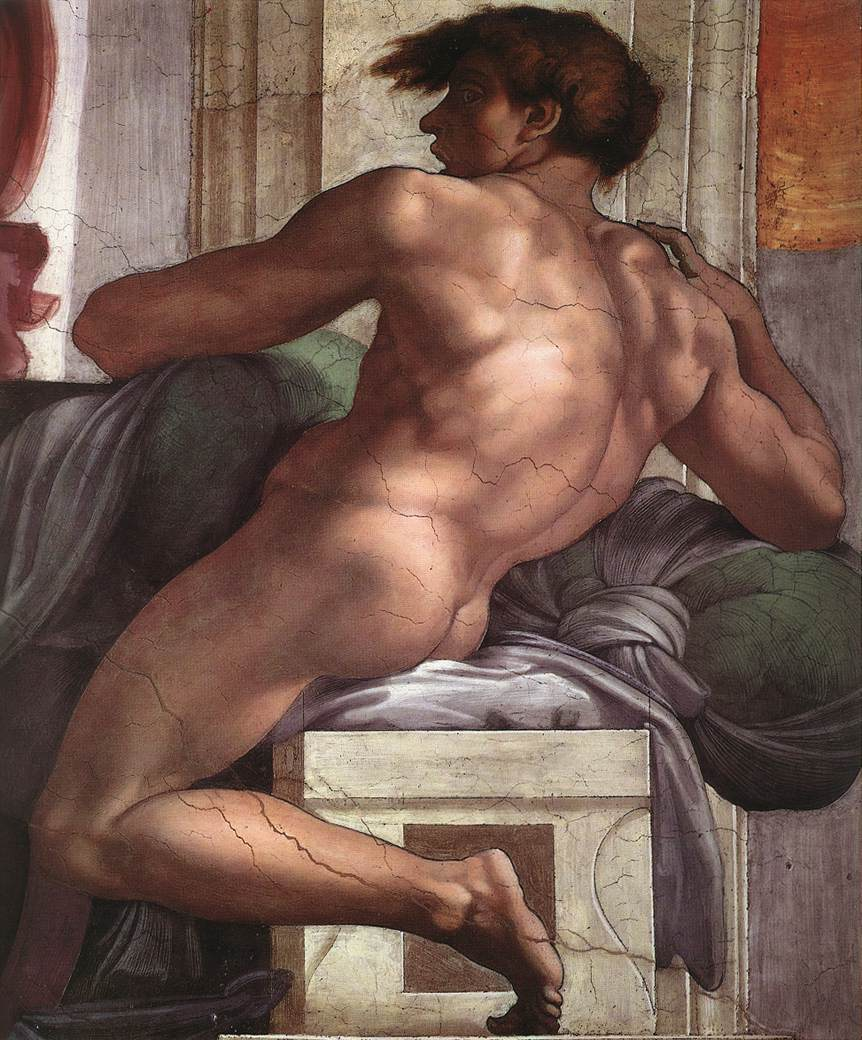
Dettaglio
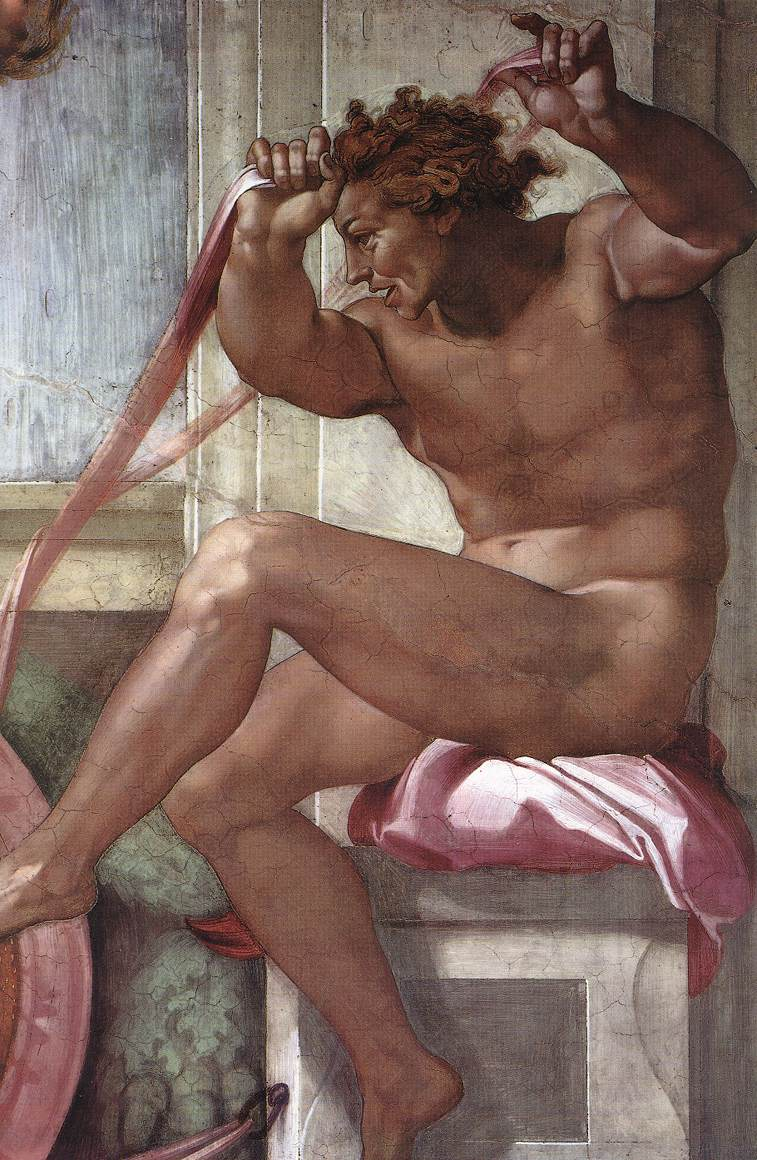
Dettaglio
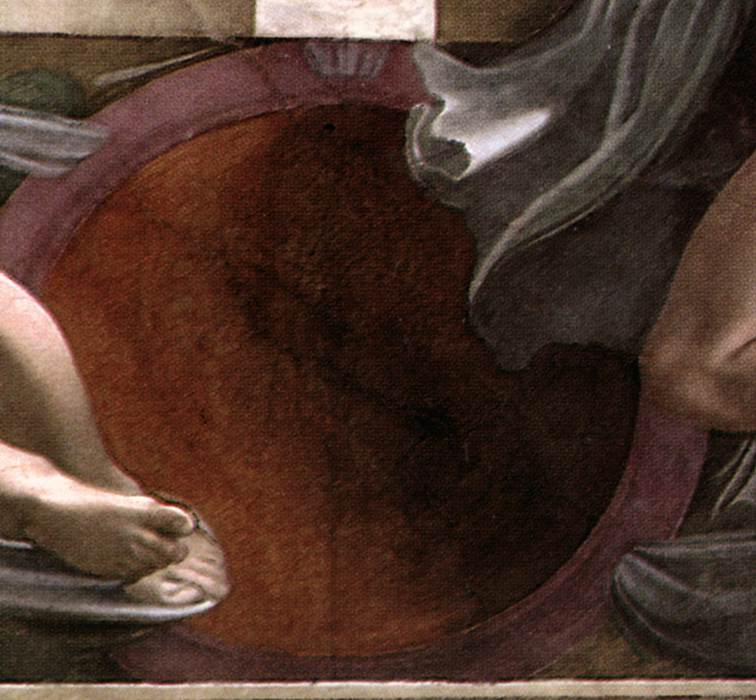
Medaglione vuoto
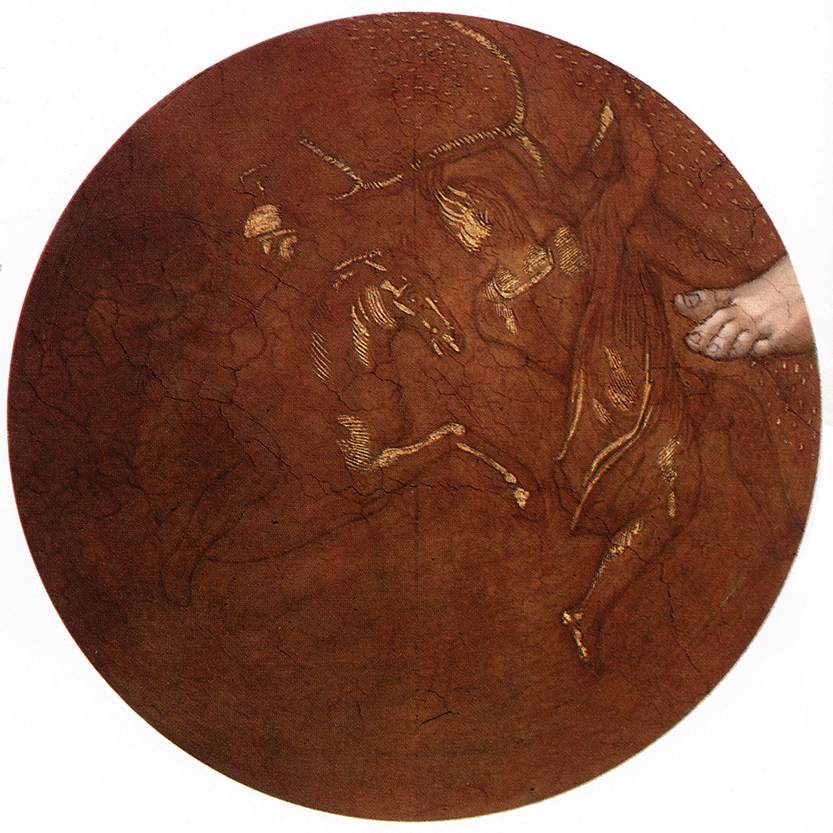
Morte di Assalonne